# Cymothoe
Cymothoe är ett släkte av fjärilar. Cymothoe ingår i familjen praktfjärilar.

## Bildgalleri

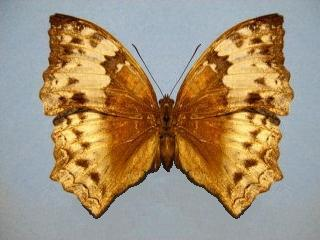
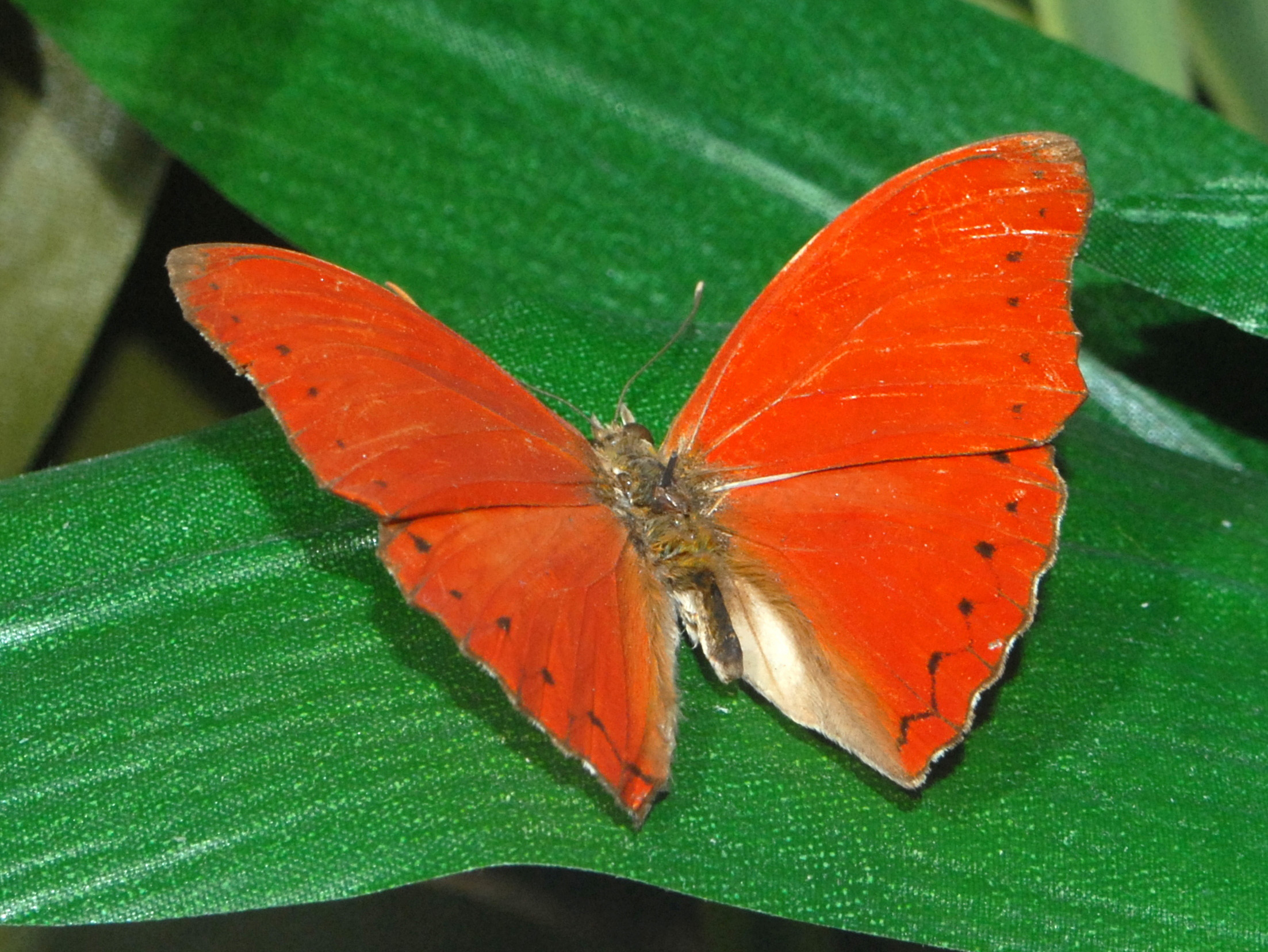
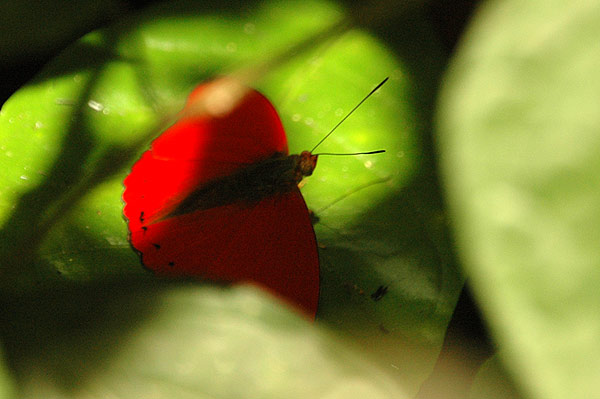
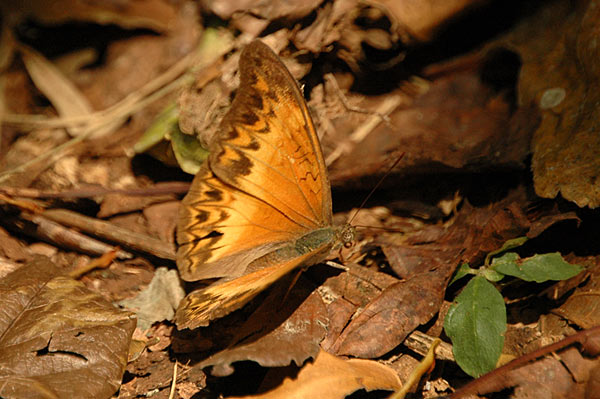
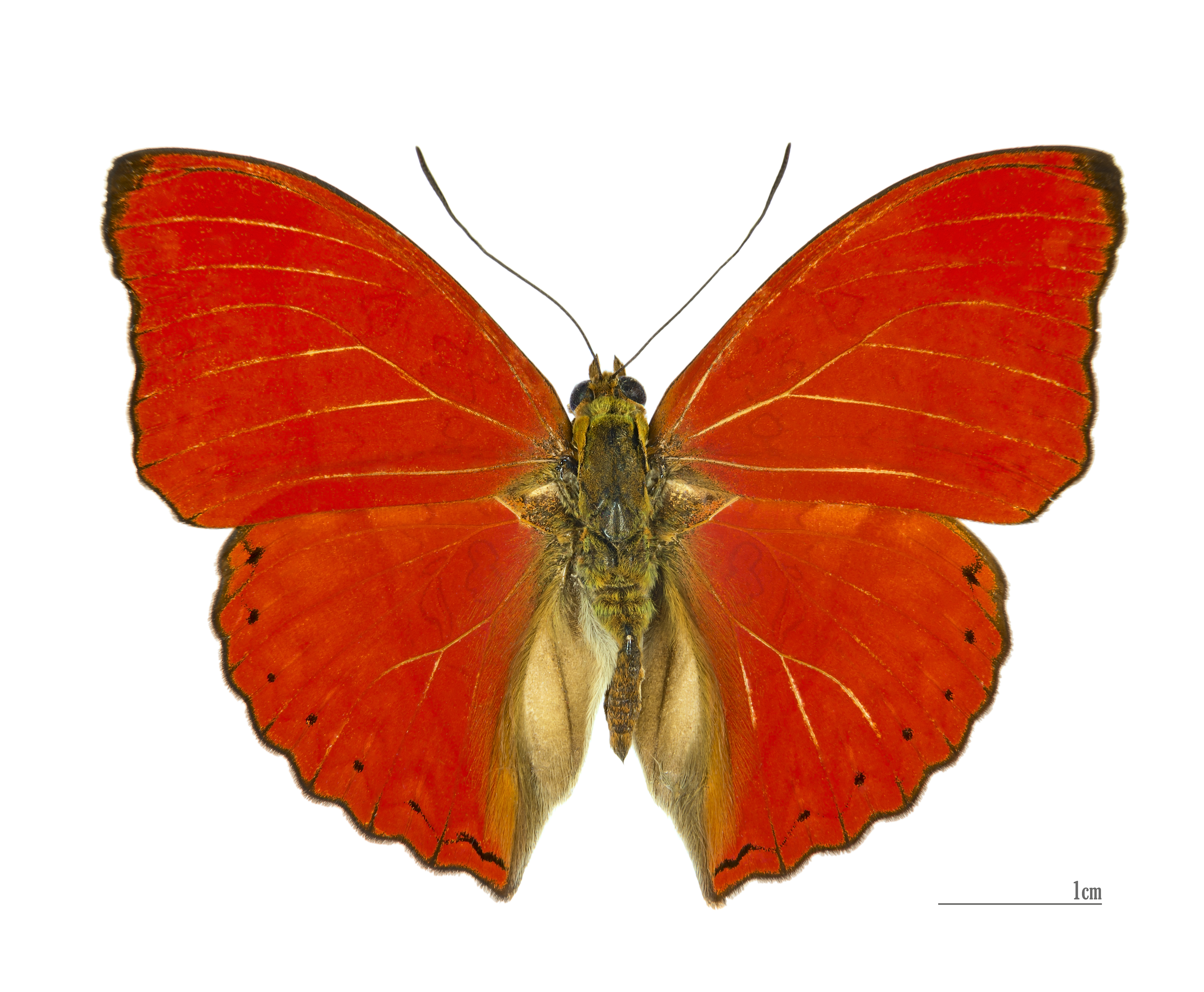

## Dottertaxa tillCymothoe, i alfabetisk ordning[1]
- Cymothoe achillides
- Cymothoe adaequata
- Cymothoe adela
- Cymothoe adelina
- Cymothoe aemilius
- Cymothoe albofasciata
- Cymothoe alcimeda
- Cymothoe alexander
- Cymothoe althea
- Cymothoe altisidora
- Cymothoe amaniensis
- Cymothoe amenides
- Cymothoe amorinda
- Cymothoe amphicede
- Cymothoe angulifascia
- Cymothoe anitorgis
- Cymothoe aralus
- Cymothoe aramis
- Cymothoe aramoides
- Cymothoe arcuata
- Cymothoe aubergeri
- Cymothoe aurantiana
- Cymothoe aurivillii
- Cymothoe aurora
- Cymothoe azumai
- Cymothoe bakossensis
- Cymothoe balluca
- Cymothoe beckeri
- Cymothoe belgarum
- Cymothoe bergeri
- Cymothoe bipartita
- Cymothoe blassi
- Cymothoe bonneyi
- Cymothoe brunnea
- Cymothoe buchholzi
- Cymothoe budongo
- Cymothoe burgeoni
- Cymothoe butleri
- Cymothoe caeca
- Cymothoe caenis
- Cymothoe candidata
- Cymothoe capella
- Cymothoe capellides
- Cymothoe caprina
- Cymothoe carradoti
- Cymothoe carsandra
- Cymothoe centralis
- Cymothoe ciceronis
- Cymothoe clarior
- Cymothoe clarki
- Cymothoe cloetensi
- Cymothoe coccinata
- Cymothoe collarti
- Cymothoe collinsi
- Cymothoe colmanti
- Cymothoe concolor
- Cymothoe confluens
- Cymothoe conformis
- Cymothoe confusa
- Cymothoe congoensis
- Cymothoe consanguis
- Cymothoe coranus
- Cymothoe corsandra
- Cymothoe cottrelli
- Cymothoe crassa
- Cymothoe crocea
- Cymothoe crowleyi
- Cymothoe cyclades
- Cymothoe cycladina
- Cymothoe cyriades
- Cymothoe damora
- Cymothoe debauchei
- Cymothoe decorata
- Cymothoe degesta
- Cymothoe deltoides
- Cymothoe diffusa
- Cymothoe diphyia
- Cymothoe distincta
- Cymothoe dorothea
- Cymothoe dropsyi
- Cymothoe dualana
- Cymothoe dubia
- Cymothoe dumensis
- Cymothoe dunkeli
- Cymothoe eburnea
- Cymothoe egesta
- Cymothoe ehmeckei
- Cymothoe elabontas
- Cymothoe electrinos
- Cymothoe emundata
- Cymothoe eris
- Cymothoe eupithes
- Cymothoe euthalioides
- Cymothoe excelsa
- Cymothoe excelsior
- Cymothoe extimata
- Cymothoe falsathyma
- Cymothoe fernandina
- Cymothoe ferruginea
- Cymothoe fontainei
- Cymothoe fontinalis
- Cymothoe frederica
- Cymothoe fumana
- Cymothoe fumosa
- Cymothoe gerresheimi
- Cymothoe ghesquierei
- Cymothoe gongoa
- Cymothoe haimodia
- Cymothoe handeni
- Cymothoe harmilla
- Cymothoe haynae
- Cymothoe hecataea
- Cymothoe heliada
- Cymothoe heliadina
- Cymothoe hemerasia
- Cymothoe herminia
- Cymothoe hesiodina
- Cymothoe hesiodotus
- Cymothoe hesiodus
- Cymothoe hesione
- Cymothoe hewitsoni
- Cymothoe hirundo
- Cymothoe hobartia
- Cymothoe hora
- Cymothoe hulstaerti
- Cymothoe hutereauae
- Cymothoe hyarbita
- Cymothoe hyarbitina
- Cymothoe hypatha
- Cymothoe indamora
- Cymothoe infuscata
- Cymothoe intermedia
- Cymothoe interrupta
- Cymothoe intricata
- Cymothoe jacksoni
- Cymothoe jodutta
- Cymothoe johnstoni
- Cymothoe kakamega
- Cymothoe kaluunda
- Cymothoe kambazae
- Cymothoe kamitugensis
- Cymothoe kapangae
- Cymothoe kassaiensis
- Cymothoe katshokwe
- Cymothoe kinugnana
- Cymothoe kivuensis
- Cymothoe kraepelini
- Cymothoe lambertoni
- Cymothoe langi
- Cymothoe latifasciata
- Cymothoe lecerfi
- Cymothoe leonis
- Cymothoe liberatorum
- Cymothoe luazae
- Cymothoe lucasii
- Cymothoe lucida
- Cymothoe lucretia
- Cymothoe lufirensis
- Cymothoe luizana
- Cymothoe luluana
- Cymothoe lurida
- Cymothoe lutea
- Cymothoe luteostriata
- Cymothoe lux
- Cymothoe mabillei
- Cymothoe magambae
- Cymothoe magnus
- Cymothoe major
- Cymothoe marginata
- Cymothoe mariae
- Cymothoe marmorata
- Cymothoe maynei
- Cymothoe megaesta
- Cymothoe melanjae
- Cymothoe menteaui
- Cymothoe meridionalis
- Cymothoe mirifica
- Cymothoe misa
- Cymothoe mitella
- Cymothoe mostinckxi
- Cymothoe mundamensis
- Cymothoe mutshindji
- Cymothoe mwamikazi
- Cymothoe mweruensis
- Cymothoe nebetheo
- Cymothoe neptunus
- Cymothoe neustetteri
- Cymothoe nguru
- Cymothoe nigeriensis
- Cymothoe njombe
- Cymothoe normalis
- Cymothoe obscura
- Cymothoe ochreata
- Cymothoe oemilius
- Cymothoe ogova
- Cymothoe okomu
- Cymothoe orchymonti
- Cymothoe ornata
- Cymothoe orphnina
- Cymothoe owassae
- Cymothoe overlaeti
- Cymothoe pallida
- Cymothoe pareensis
- Cymothoe pluto
- Cymothoe pluviatilis
- Cymothoe poensis
- Cymothoe praeformata
- Cymothoe preussi
- Cymothoe primitiva
- Cymothoe radialis
- Cymothoe rebeli
- Cymothoe reginaeelizabethae
- Cymothoe regisleopoldi
- Cymothoe reinholdi
- Cymothoe reuteri
- Cymothoe rhodesiae
- Cymothoe richelmanni
- Cymothoe rubescens
- Cymothoe rubida
- Cymothoe rubricata
- Cymothoe rubrior
- Cymothoe rubronotata
- Cymothoe rufa
- Cymothoe sangaris
- Cymothoe sankuruana
- Cymothoe sassiana
- Cymothoe schoutedeni
- Cymothoe schultzei
- Cymothoe semirufa
- Cymothoe seneca
- Cymothoe serpentina
- Cymothoe sessiana
- Cymothoe seydeli
- Cymothoe siegfriedi
- Cymothoe similis
- Cymothoe sirene
- Cymothoe sordida
- Cymothoe spatiosa
- Cymothoe staudingeri
- Cymothoe stetteni
- Cymothoe straeleni
- Cymothoe styx
- Cymothoe suavis
- Cymothoe sublurida
- Cymothoe sublustris
- Cymothoe sultani
- Cymothoe superba
- Cymothoe superna
- Cymothoe talboti
- Cymothoe teita
- Cymothoe tenuifasciae
- Cymothoe testui
- Cymothoe theobene
- Cymothoe theocranta
- Cymothoe theodora
- Cymothoe theodosia
- Cymothoe theodota
- Cymothoe trimeni
- Cymothoe tristis
- Cymothoe trolliae
- Cymothoe ueleana
- Cymothoe umbrina
- Cymothoe umbrosa
- Cymothoe uniformis
- Cymothoe usilda
- Cymothoe variegata
- Cymothoe verlainei
- Cymothoe vermaaki
- Cymothoe weymeri
- Cymothoe vicina
- Cymothoe vitalis
- Cymothoe vosiana
- Cymothoe vrydaghi
- Cymothoe vulcanica
- Cymothoe vumbui
- Cymothoe zenkeri
- Cymothoe zickzack
- Cymothoe zombana
- Cymothoe zowa